# José María Casielles Aguadé
José María Casielles Aguadé (Oviedo, 1936) és un geòleg, químic i polític asturià. Llicenciat en Ciències Geològiques i en Ciències Químiques per la Universitat d'Oviedo, també ha fet estudis de Farmàcia en la Universitat de Granada. Ha estat Catedràtic de la Universitat d'Oviedo i inspector d'Educació de l'Estat. Membre del Partit Popular, a les eleccions generals espanyoles de 1986 fou escollit senador per Astúries, i a les eleccions autonòmiques d'Astúries de 1983 fou escollit membre de la Junta del Principat d'Astúries.